# Fissurella barbouri
Fissurella barbouri är en snäckart som beskrevs av Farfante 1943. Fissurella barbouri ingår i släktet Fissurella och familjen nyckelhålssnäckor. Inga underarter finns listade i Catalogue of Life.